# Mario Leguizamón
Mario Leguizamón, vollständiger Name Mario Evaristo Leguizamón Martínez, (* 1. Juli 1982 in Montevideo) ist ein uruguayischer ehemaliger Fußballspieler. Er stand im Laufe seiner Karriere bei Vereinen in Uruguay, Peru, Ecuador, Venezuela, Paraguay, Kolumbien und Honduras unter Vertrag.

## Karriere

### Vereine
Der 1,76 Meter große Mittelfeldakteur Leguizamón stand zu Beginn seiner sportlichen Laufbahn von 2000 bis 2001 in Reihen des Club Atlético Peñarol. In den Jahren 2002 und 2003 spielte er auf Leihbasis bei Plaza Colonia. 2002 war er mit 14 Erstligatreffern erfolgreichster Torschütze seiner Mannschaft. Anschließend kehrte er zu den „Aurinegros“ zurück, wurde dort in der Saison 2004 in 17 Partien der Primera División eingesetzt und schoss zwei Tore. In der Spielzeit 2005 gehörte Leguizamón dem Kader des Club Deportivo Colonia an und bestritt drei Erstligabegegnungen (kein Tor). Während der Clausura 2006 war er Spieler der Montevideo Wanderers, bei denen er in sieben Partien der höchsten uruguayischen Spielklasse zum Einsatz kam und einmal ins gegnerische Tor traf. Anfang Juli 2006 bis in den April 2008 folgte seine erste Auslandskarrierestation bei Universidad San Martín. 2007 gewann er mit dem Klub die Landesmeisterschaft. Für die Peruaner bestritt er mindestens 33 Ligaspiele und erzielte dabei 16 Treffer. Die zweite Jahreshälfte 2008 verbrachte Leguizamón in Reihen des ecuadorianischen Klubs CS Emelec. In den ersten sechs Monaten des Folgejahrs war Deportivo Tachirá aus Venezuela sein Arbeitgeber. Bei den Venezolanern wurde er in zwei Spielen (kein Tor) der Copa Libertadores 2009 aufgestellt. Anfang September 2009 verpflichtete ihn der uruguayische Zweitligist Durazno FC, bei dem mindestens drei persönlich torlose Einsätze in der Segunda División für ihn zu Buche stehen. Im Januar 2010 wechselte Leguizamón zum José Gálvez FBC, für den er 37-mal in der peruanischen Primera División auflief und sechs Tore schoss. Mitte Januar 2011 schloss er sich dem Club Guaraní aus Paraguay an. Bereits im April jenes Jahres folgte ein Engagement bei César Vallejo. Beim Klub aus Peru weist die Statistik für ihn 19 Erstligaspielteilnahmen mit vier Torerfolgen und zwei Einsätze (ein Tor) in der Copa Sudamericana 2011 aus. Im Januar 2012 folgte ein Wechsel zu den Rampla Juniors, für die er in der Clausura 2012 sechs Erstligaspiele ohne persönlichen Torerfolg bestritt. Ab Mitte Juli jenes Jahres setzte er seine Karriere erneut in Peru fort und absolvierte bis in den Januar 2013 acht Begegnungen (kein Tor) in der Primera División für den Club Sportivo Cienciano. Anschließend verpflichtete ihn der Club Universitario de Deportes. Ohne einen Pflichtspieleinsatz verließ Leguizamón den Klub bereits Anfang August 2013 wieder und war fortan für Atlético Huila in Kolumbien aktiv. Dort lief er in 13 Partien der Primera A auf und erzielte drei Treffer. 2014 folgten dann zwei Karriereetappen in seiner uruguayischen Heimat. Für Boston River in der Clausura 2014 und sodann für Plaza Colonia in der Hinserie der Saison 2014/15 absolvierte er – jeweils ohne persönlichen Torerfolg – 14 bzw. acht Spiele in der Segunda División. Zum Jahreswechsel auf 2015 schloss Leguizamón sich CD Olimpia. Bei den Honduranern kam er 13-mal (zwei Tore) in der nationalen Liga und einmal (kein Tor) in der Liga de Campeones CONCACAF zum Einsatz. Sein Team gewann sowohl die Meisterschaft der Clausura 2015 als auch die Copa de Honduras 2015. In der zweiten Oktoberhälfte wechselte er zum uruguayischen Zweitligaklub Villa Española, den er nach drei Ligaeinsätzen Ende Januar 2016 zugunsten des Erstligisten River Plate Montevideo verließ. Bei den Montevideanern bestritt er drei Ligapartien und zwei Spiele der Copa Libertadores 2016. Wie schon bei der vorherigen Karrierestation blieb er ohne Torerfolg. Mitte August 2016 verpflichtete ihn der in der Segunda División antretende Club Atlético Progreso. Während der Saison 2016 schoss er ein Tor bei elf Zweitligaeinsätzen.

### Nationalmannschaft
Leguizamón gehörte der uruguayischen U-20-Auswahl an, die an der U-20-Südamerikameisterschaft 2001 in Ecuador teilnahm.

### Erfolge
- Peruanischer Meister: 2007
- Honduranischer Meister: Clausura 2015
- Copa de Honduras: 2015